# Fionntan
Fionntan ist ein männlicher Vorname.

## Herkunft und Bedeutung
Der Name ist irischer Herkunft. Er ist eine Variante des Namens Fintan.

## Bekannte Namensträger
- Séamas Fionntán Ó Leathlobhair, eigentlich James Fintan Lalor (1807–1849), irischer Journalist und Autor